# Steven Zelditch

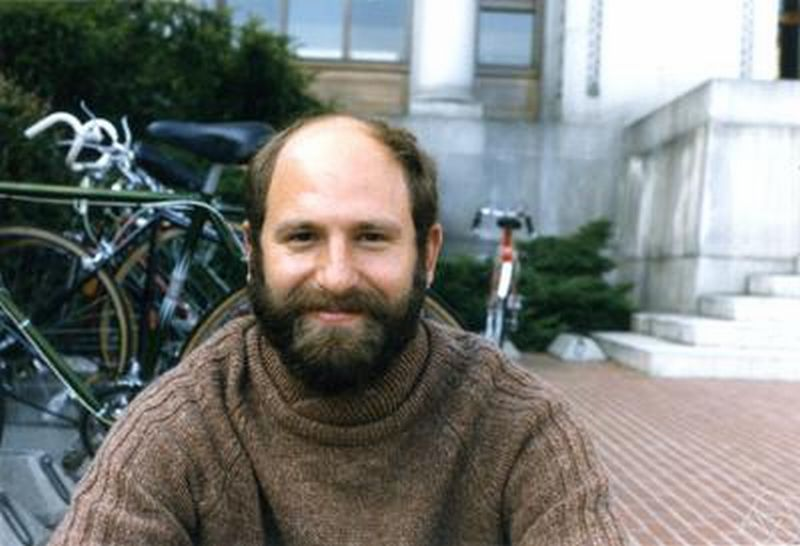
Steve Zelditch (1986)

Steven Morris Zelditch, auch Steve Zelditch, (* 13. September 1953; † 11. September 2022) war ein US-amerikanischer Mathematiker, der sich mit der globalen Analysis mit Anwendung auf das Quantenchaos, mit komplexer Geometrie und mathematischer Physik befasste.

## Leben und Wirken
Zelditch studierte an der Harvard University mit dem Bachelor-Abschluss in Mathematik 1975 und wurde 1981 an der University of California, Berkeley bei Alan Weinstein promoviert (Reconstruction of singularities of solutions for Schrödingers equations). Als Post-Doktorand war er Ritt Assistant Professor an der Columbia University und in Berkeley. 1985 wurde er Assistant Professor, 1989 Associate Professor und 1992 Professor für Mathematik an der Johns Hopkins University. Ab 2010 war er Professor an der Northwestern University. Er ist dort Wayne and Elizabeth Jones Professor.
1987/88 war er am MIT und 1988 Gastprofessor am MSRI.
Er befasste sich mit Spektral- und Streutheorie des Laplaceoperators auf Riemannschen Mannigfaltigkeiten und speziell der Asymptotik und Verteilung von dessen Eigenfunktionen (zum Beispiel Quanten-Ergodizität bei Billard-Geometrien) und dem inversen Spektralproblem (Can you hear the shape of a drum ? nach Mark Kac). Weitere Forschungsthemen waren Bergman-Kerne, Kähler-Metriken, gaußsche Zufallswellen und Zufallsmetriken.
2002 war er Invited Speaker auf dem Internationalen Mathematikerkongress in Peking (Asymptotics of polynomials and eigenfunctions). Er war Fellow der American Mathematical Society.
2013 erhielt er mit Xiaojun Huang den Stefan Bergman Prize, Zelditch speziell für Arbeiten über den Bergman-Kern.
Er war Mitherausgeber der Communications in Mathematical Physics, von Analysis & PDE und des Journal of Geometric Analysis.

## Schriften
- Uniform distribution of eigenfunctions on compact hyperbolic surfaces, Duke Mathematical Journal, Band 55, 1987, S. 919–941
- mit Maciej Zworski: Ergodicity of eigenfunctions for ergodic billiards, Comm. Math. Phys., Band 175, 1996, 673–682
- mit B. Shiffman: Distribution of zeros of random and quantum chaotic sections of positive line bundles, Communications in mathematical physics, Band 200, 1999, S. 661–683
- mit Pavel Bleher, B. Shiffman: Universality and scaling of correlations between zeros on complex manifolds, Inventiones mathematicae, Band 142, 2000, S. 351–395
- Reconstruction of singularities for solutions of Schrödinger's equation, Communications in Mathematical Physics, Band 90, 1983, S. 1–26
- Selberg trace formulae and equidistribution theorems for closed geodesics and Laplace eigenfunctions: finite area surfaces, American Mathematical Society 1992
- IAS/Park City Lectures on Eigenfunctions 2013
- Eigenfunctions and nodal sets, Surveys in Differential Geometry, Band 18, 2013, 237-308
- mit Frank Ferrari, Semyon Klevtsov: Random Geometry, Quantum Gravity and the Kähler Potential, Phys. Lett. B. 705, 2011
- Recent developments in mathematical quantum chaos, Current Developments in Mathematics 2009
- Local and Global Analysis of Eigenfunctions, Handbook of Geometric Analysis, Band 1, 2008
- Complex zeros of real ergodic eigenfunctions, Invent. Math. 167 (2007), 419--443, Arxiv
- Survey of the inverse spectral problem, Surveys in Diff. Geom., 2004
- From random polynomials to symplectic geometry, Proc. Internat. Congress Math. Phys. 2000
- Quantum Ergodicity of C* Dynamical Systems, Comm. Math. Phys., 177, 1996, 507-528
- Mathematics of quantum chaos 2019: intersections of a curve with a nodal line on a hyperbolic surface, Notices of the AMS, Oktober 2019